# 外屏增十
鯨魚座26，又名BD+00 174，HD 6288、SAO 109643、HR 301，是鯨魚座的一颗恒星，视星等为6.04，位于銀經129.39，銀緯-61.35，其B1900.0坐标为赤經0h 58m 40.1s，赤緯+0° -61.35′ 51″。